# Gigante (Huila)
Pour les articles homonymes, voir Gigante.
Gigante est une municipalité située dans le département de Huila, en Colombie.